# Can Boada Vell
Can Boada Vell és una masia de Palau-solità i Plegamans (Vallès Occidental) inclosa a l'Inventari del Patrimoni Arquitectònic de Catalunya.

## Descripció
És una masia de planta rectangular amb pis. El portal d'entrada és un arc rodó de mig punt. Té una segona porta a la mateixa façana principal, és d'arc rebaixat i està emmarcat per maó. Les finestres són allindades i amb emmarcament de maó. La coberta és a dues vessants. Te moltes construccions annexes.

## Història
L'antic topònim de Boada apareix esmentat en un contracte de traspàs del Cartolari de Sant Cugat, data del 3 d'abril del 955, on un tal Constantí fa donació d'un conreu de vinya propi de l'indret. En el mateix Cartolari, l'any 1071, l'Abat Andreu del Monestir de Sant Cugat fa donació d'un lot de terra, annexa a la Sagrera de Santa Margarida, a un tal Bernat Ramon i a la seva esposa. D'aquests documents es desprèn la coneixença des de molt antic del Mas de Can Boada, i la seva producció agrícola. En el darrer document s'identifica la posició de Can Boada com adjacent a una estrada que l'unia amb Mogoda, que podria correspondre a l'antiga via romana que enllaçava "Aquae Calidae" i "Barcino", i que travessava l'antiga parròquia de Palau Solitar.